# Horná Ves (Prievidza)
Horná Ves es un municipio del distrito de Prievidza en la región de Trenčín, Eslovaquia, con una población estimada a final del año 2024 de 1090 habitantes.
Se encuentra ubicado al este de la región, cerca del río Nitra (cuenca hidrográfica del Danubio) y de la frontera con las regiones de Banská Bystrica y Žilina.

## Demografía
| Año        | 1994 | 2004    | 2014     | 2024     |
| ---------- | ---- | ------- | -------- | -------- |
| Población  | 1097 | 1073    | 1467     | 1090     |
| Diferencia |      | −2,18 % | +36,71 % | −25,69 % |

| Año        | 2023 | 2024    |
| ---------- | ---- | ------- |
| Población  | 1083 | 1090    |
| Diferencia |      | +0,64 % |